# سینمای نیجر

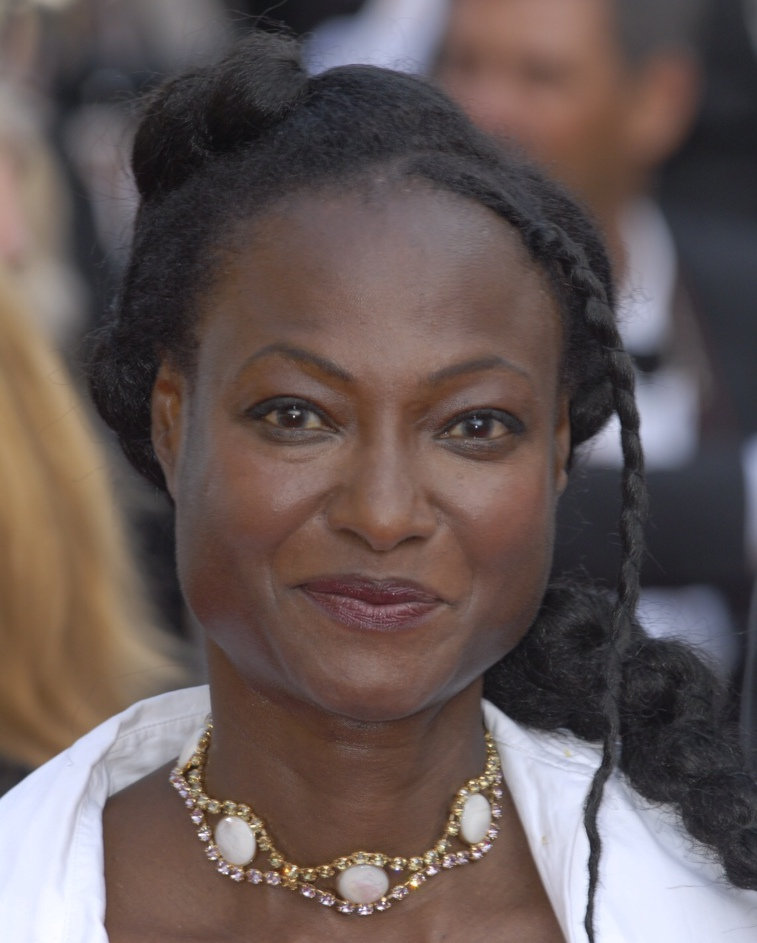
راهماتو کی‌تا فیلم‌ساز اهل نیجر

سینمای نیجر به بدنهٔ سینمایی این کشور اشاره دارد. سینما در این کشور که تا سال ۱۹۶۰ مستعمرهٔ فرانسه بود، پیشینهٔ خوبی دارد.

## پیشینه
در دهه ۱۹۴۰ ژان روش، مردم‌شناس و فیلم‌ساز فرانسوی، یک اثر مستند دربارهٔ مردم این کشور ساخت. پس از آن ژان روش به کمک دیگر عوامل فرانسوی جوانان مستعد نیجر را آموزش داد که نتیجهٔ آن ظهور و بروز بدنهٔ سینمایی بومی در نیجر مانند عمرو گاندا با فیلم روحیهٔ چندهمسری (۱۹۷۰) و مصطفی الاسان با ۲ فیلم پول ویلا و ماشین زنان (۱۹۷۲) و تولا نبوغ آب‌ها (۱۹۷۴) بود.
سینمای نیجر در دههٔ ۸۰ افت محسوسی داشت اما در ادامه با فیلم‌سازانی مانند ماریام هیما و راهماتو کیتا دوباره پرفروغ ظاهر شد. راهماتو کی‌تا با فیلم حلقهٔ عروسی (۲۰۱۶) به عنوان اولین نمایندهٔ سینمای نیجر در نود و یکمین دورهٔ جوایز اسکار شرکت داشت.

## آمار و ارقام
سینمای نیجر برخلاف کشور همسایه‌اش، نیجریه، هرگر نتوانسته در بازار سینمای کشورهای فرانسوی‌زبان نفوذ داشته باشد. همین مهم باعث شده تعداد فیلم‌های تولیدشده در این کشور بسیار کم باشد. تعداد سالن سینما نیز در نیجر تنها ۴ عدد است.